# Smyków (gemeente Smyków)
Smyków is een dorp in de Poolse woiwodschap Święty Krzyż. De plaats maakt deel uit van de gemeente Smyków en telt 290 inwoners. Het dorp ligt 17 kilometers ten zuiden van Końskie en 25 km ten noordwesten van de regionale hoofdstad Kielce.